# Hollands Kroon
Hollands Kroon est une commune néerlandaise créée le 1er janvier 2012 par la fusion des communes d'Anna Paulowna, de Niedorp, de Wieringen et de Wieringermeer.
La commune a une superficie de 358,04 km2 de terre et 261,96 km2 en eau et 47 649 habitants (2012).
Par un référendum local, le nom a été choisi et fut annoncé le 27 avril 2010.